# ノルブリンカ

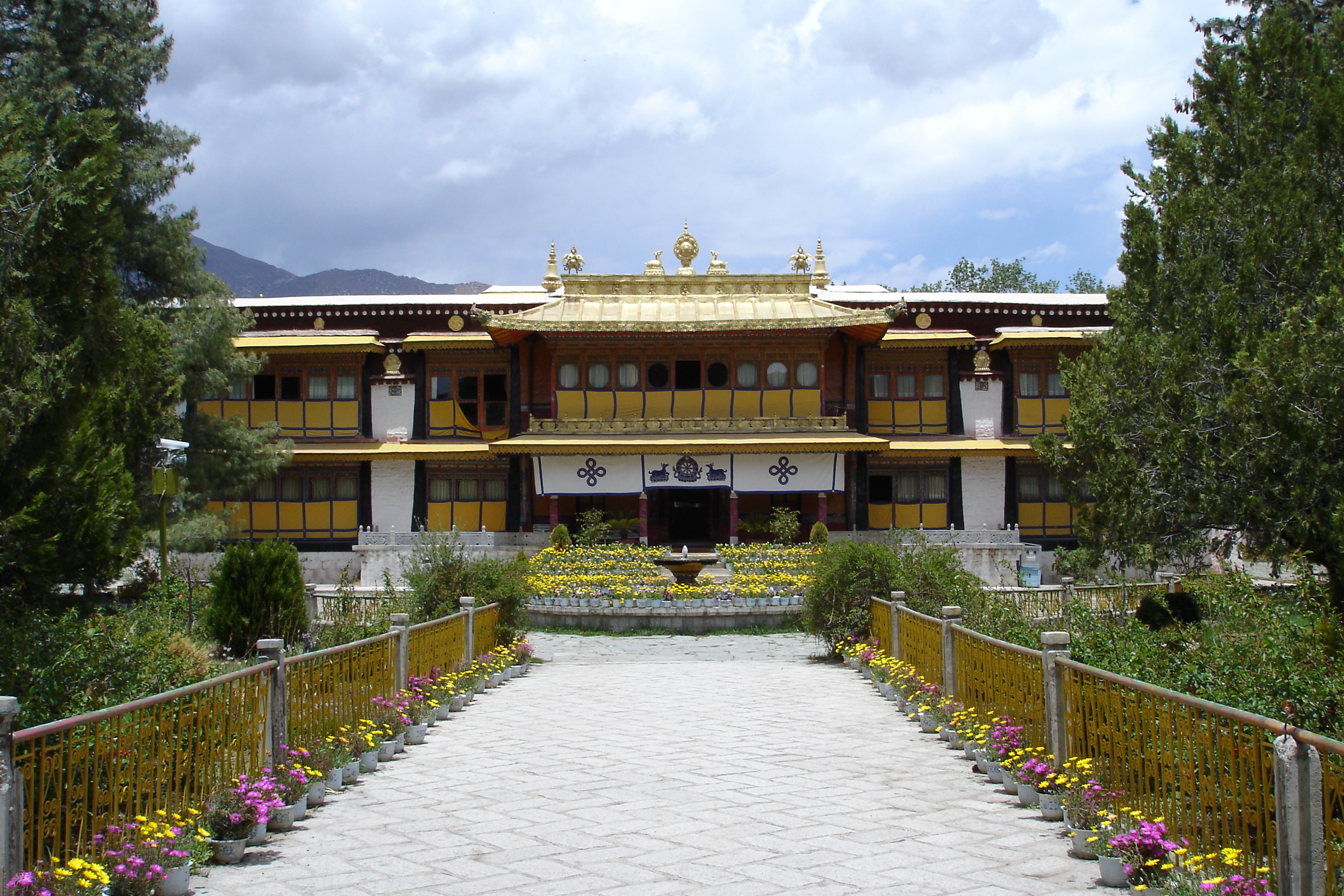
ノルブリンカ

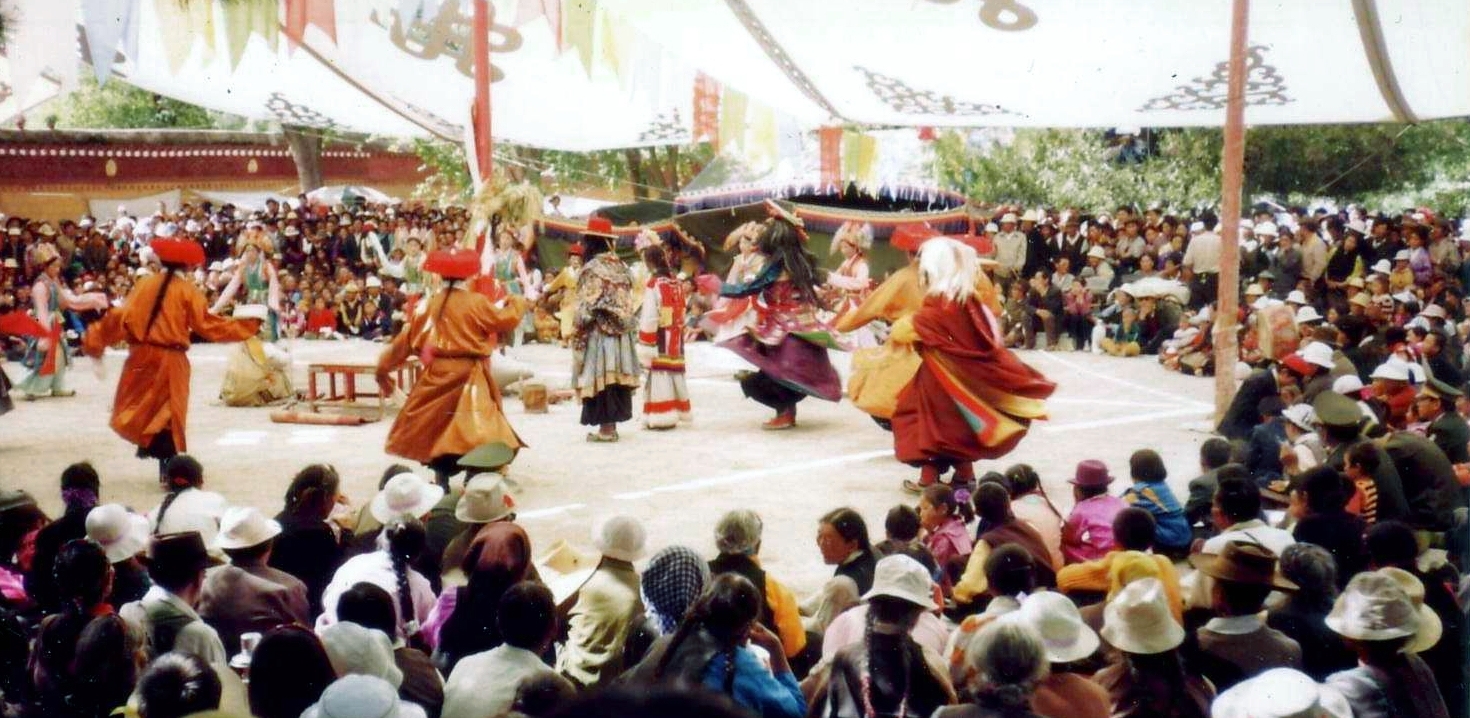
ノルブリンカで開催されるショトゥン祭

ノルブリンカ（チベット語：ནོར་བུ་གླིང་ཀ་；ワイリー方式：nor bu gling ka, 中国語：罗布林卡公园）は、中華人民共和国チベット自治区の首府ラサにある離宮とその庭園。ダライ・ラマ7世によって1755年より建設され、1950年代に中華人民共和国に接収されるまで夏期の離宮として機能した。敷地全体が現在では公園になっており、ラサの人々の憩いの場になっている。ラサ中心地にあるポタラ宮から西へ約3キロ。総面積約36万平米。
「ノルブリンカ」は宝（ノルブ）の庭（リンカ）という意味である。
園内には歴代のダライ・ラマがそれぞれの建物を建造した。ダライ・ラマ14世の住居として1954年に建てられた「タクテン・ポタン」は二階建ての豪奢な建物で、当時の家具やラジオ、レコードプレーヤーなどが残されている。他には、「チェンセル・ポタン（ダライ・ラマ13世の離宮）」、「ツォキル・ポタン（湖中楼）」、「ケルサン・ポタン（ダライ・ラマ8世の離宮）」、13世の図書館、博物館、動物園などがある。
2001年にはラサのポタラ宮の歴史的遺跡群の一部としてユネスコ世界遺産に追加された。
毎年8月にはチベット仏教の最大の祭りである「ショトゥン祭（ヨーグルト祭、夏安居明け祭り）」があり、この時期はノルブリンカでチベタン・オペラ（アチェ・ラモ）がチベット各地から集まった劇団により行われる。特にこの時期はピクニックをするチベット人で賑わう。
1959年3月に中華人民共和国の人民解放軍がラサに入った際、ダライ・ラマ14世が密かに脱出し、難を逃れたが、その際の脱出の舞台になった王宮がここである。